# Gusuku
Gusuku (japanski: 御城, okinavski: gushiku) ili samo suku (jap. 城, ok. shiku) je posebna vrsta okinavskog dvorca ili utvrde. Pet ovih građevina na japanskom otočju Ryū Kyū su upisani na UNESCO-ov popis mjesta svjetske baštine u Aziji. Oni su upisani zajedno s dva utaki luga, mauzolejom Tamaudun i vrtom Shikinaen, kao spomenici Kraljevstva Ryukyu čiji je jedinstveni spoj kineske i japanske kulture imao ključan gospodarski i kulturni utjecaj na nekoliko susjednih država.

## Povijest
Od 10. do 12. stoljeća, zajednica farmera otočja Ryukyu (gusukus) počeli su utvrđivati svoja sela s jednostavnim kamenim zidovima za zaštitu. Od 12. stoljeća nadalje, nastale su moćne skupine poznate kao Aji. Oni su proširili obranu svojih naselja pretvarivši ih u tvrđave za vlastito domaćinstvo. Nakon toga je pojam "gusku" postao termin za opisivanje ovih snažnih dvoraca. 
Uslijedila je dugotrajna borba za prevlast između Ajija, koja nije prestala sve do 15. stoljeća kada su nastala tri glavna kraljevstva - Hokuzan (Sjeverna planina), Chûzan (Središnja Planina), i Nanzan (Južna planina). Razdoblje Sanzan ("tri planine") je obilježio mnoge promjene Ryukyuan društva i gospodarstva. Poboljšane alatke i tehnike dovele su do velikog porasta u poljoprivrednoj proizvodnji; došlo je intenzivne trgovine s kineskom dinastijom Song, japanskim kopnom i korejskim poluotokom, te s jugoistočnom Azijom, što je doseglo vrhunac na kraju 14. stoljeća i sredinom 16. stoljeća. 
Razdoblju Sanzan je došao kraj 1429. godine, kada su Ryukyu kraljevstva ujedinjena pod vladarom Chûzanom u jedinstveno kraljevstvo (Kraljevstvo Ryukyu). Prvi kralj je bio izbačen državnim udarom 1469. godine, ali je kraljevstvo preživjelo netaknuto sve do 1879. godine u dva razdoblja poznata kao prva i druga dinastija Sho. Treći kralj druge dinastije Sho, Sho Shin, konsolidirao je upravu kraljevstva i stvorio jaku centraliziranu kontrolu političkog i vjerskog sustava.
Kraljevstvo je 1609. godine osvojio japanski vojskovođa Satsuma iz šogunata Tokugawa. Prekomorski fedualni gospodari su zadržali Ryukyuansku monarhiju kao lokalnu upravu s dozom samouprave. Kraljevi su također održavali vrijedne veze s ostatkom svijeta u razdoblju kada je Japan bio gotovo potpuno zatvoren za sve inozemne kontakte. Krajem šogunata, i obnovom carske dinastije Meiji 1868. godine, monarhija je kratko preživjela kao "Ryukyu domena", ali je 1879. godine ukiniuto kraljevstvo Ryukyu i otočje je postalo Prefektura Okinawa pod novim upravnim sustavom.
Ryukyu je bila poprište teškog bombardiranja i žestokih borbi prsa u prsa koncem Drugoga svjetskog rata, pri čemu su izgubljeni mnogi životi a kulturna dobra su jako oštećena. Otočje je ostalo pod američkom upravom sve do 1972. godine, kada je kontrola vraćena Japanu.

## Popis lokaliteta
| Slika                  | Ime                                                                    | Vrsta            | Lokacija                  | Koordinate                                    | Odlike |
| ---------------------- | ---------------------------------------------------------------------- | ---------------- | ------------------------- | --------------------------------------------- | --- |
| Nakijin-jō ato         | Dvorac Nakijin (japanski: 今帰仁城跡, Nakijin-jō ato)                  | Ruševine Gusukua | Kunigami-gun, Okinawa-ken | 26°24′46″N 127°33′18″E / 26.4127°N 127.5549°E | Dvorac Nakijin je postao rezidencija upravitelja Ryukyuanskog vojvodstva Hokuzan (sjeverna planina). Njegova izgradnja je počela krajem 13. stoljeća i dvorac je dosegao svoj konačni oblik početkom 15. stoljeća. Dvorac je strateški smješten na usamljenom brežuljku, gdje ga prirodno brane rijeka, hridi i duboke doline. U njemu se nalazi nekoliko svetih lugova (utaki), te je pored vojne imao i vjersku ulogu. |
| Zakimi-jō ato          | Dvorac Zakimi (座喜味城跡, Zakimi-jō ato)                              | Ruševine Gusukua | Nakagami-gun, Okinawa-ken | 36°45′14″N 139°36′11″E / 36.754°N 139.603°E   | Dvorac Zakimi je sagradio snažan poglavica, Gosamaru, početkom 15. stoljeća. Dvorac ima četiri unutarnja dvorišta s originlanim lučnim ulazima. Nakon uspostave Kraljevstva Ryukyu, poslužio je kao osmatračnica nad ostacima vojvodstva Hokuzan na zapadnoj obali Okinawe. Tijekom Drugog svjetskog rata služio je kao japansko mitraljesko gnijezdo, a potom kao američka vojna radarska postaja. |
| Katsuren-jō ato        | Dvorac Katsuren (勝連城跡跡, Katsuren-jō ato)                          | Ruševine Gusukua | Nakagami-gun, Okinawa-ken | 26°11′42″N 127°31′28″E / 26.1950°N 127.5244°E | Izgrađen od 12. do 13. stoljeća, bio je uporištem drugog moćnog poglavice, Amawarija. Smješten je na dominantnom brežuljku i obuhvaća četiri povezane utvrde sa zidovima od koraljnog vapnenca. U njemu postoji nekoliko starih svetišta od kojih je posebno Kobazukasa, okrugli kameni stup u sredini prve utvrde, koji još uvijek ima značajnu duhovnu važnost. |
| Nakagusuku-jō ato      | Dvorac Nakagusuku (中城城跡, Nakagusuku-jō ato)                        | Ruševine Gusukua | Nakagami-gun, Okinawa-ken | 26°17′03″N 127°48′05″E / 26.2842°N 127.8013°E | Izgradio ga je vojskovođa Gosamaru u turbulentnim posljednjim godinama 14. stoljeća, kako bi se obranio od napada Wamawarija iz dvorca Katsuren, i proširen je sredinom 15. stoljeća. Dvorac Nakagusuku se sastoji od šest utvrda, raspoređenih u nizu na strmom rtu, te ga smatraju reprezentativnim primjerom Gusuku arhitekture. |
| Shuri-jō ato           | Dvorac Shuri (首里城跡, Shuri-jō ato)                                  | Gusuku           | Nakagami-gun, Okinawa-ken | 36°27′11″N 139°21′17″E / 36.4530°N 139.3547°E | Dvorac Shuri je izgrađen u drugoj polovici 14. stoljeća, kao glavni dvorac kraljevstva Chûzan i, nakon ujedinjenja, Ryukyu Kraljevstva. Brdo na kojem stoji dominira gradom Naha i njegovom lukom. Dvorac je podijeljen na unutarnji i vanjski obzid, u skladu s topografijom brda. Njegove zidine od posebno lijepljenog koraljnog vapnenca su digi više od 1.080 m. Tijekom Bitke za Okinawu, 1945. godine, potpuno je uništen i obnovljen je tek 1992. godine, prema starim fotografijama, povijesnim zabilješkama i sjećanju starosjedilaca. |
| Shikinaen              | Shikinaen (識名園, Shikinaen)                                          | Vrt              | Naha-shi, Okinawa-ken     | 36°27′11″N 139°21′17″E / 36.4530°N 139.3547°E | Kraljevska vila Shikinaen je sagrađena 1799. godine i njezin plan pokazuje snažan japanski utjecaj, iako se i kineske značajke mogu pronaći u nekim zgradama. Rezultat je, međutim, jedinstveno Ryukyuanski. Oko bazena su staze, paviljoni, umjetna brda i vrtovi cvijeća. |
| Tamaudun               | Tamaudun (玉陵)                                                        | Mauzolej         | Naha-shi, Okinawa-ken     | 26°07′50″N 127°25′31″E / 26.1306°N 127.4253°E | Mauzolej Tamaudun, površine 2,442 m², izgradio je Sho Shin oko 1501. godine kao simbol kraljevske moći, a iskoristili su ga ljudi Ryukyuana za praksu štovanja grobova predaka. On je urezan u vapnenačke stijene pokrivene krovom od sljemenjaka. |
| Sonohyan-utaki Ishimon | Kamena vrata hrama Sonohyan (園比屋武御嶽石門, Sonohyan-utaki Ishimon) | Utaki            | Naha-shi, Okinawa-ken     | 26°13′05″N 127°43′02″E / 26.2180°N 127.7173°E | Kamena vrata hrama Sonohyan su podignuta 1519. godine za vladavine Sho Shina, ispred svetog luga (Sonohyan-utaki). Ona su bila simbolični čuvar svetišta Kraljevstva Ryukyu gdje su se kraljevi molili za mir i sigurnost pri anualnim ritualnim ceremonijama. Ona predstavljaju jedinstven stil kamene arhitekture razvijen u Ryukyu. |
| Sêfa-utaki             | Pročišćeni lug (斎場御嶽, Sêfa-utaki)                                  | Utaki            | Nanjō-shi, Okinawa-ken    | 26°06′09″N 127°29′37″E / 26.1024°N 127.4936°E | Sêfa-utaki je postalo jedno od najsvetijih mjesta nove religije. To je u suštini gust šumoviti brežuljak na kojem svetišta za molitvu imaju vječnu duhovnu kvalitetu samim svojim prirodnim izgledom, a ne ljudskim uplitanjem. Od nekoliko mjesta bogoslužja (par špilja, litica i visoka stijena) tri su povezana popločanom kamenom stazom. |

## Vanjske poveznice
- Video na službenim stranicama UNESCO-a (engl.)
- Gusuku i pripadajući lokaliteti Kraljevstva Ryukyu na Wonder Okinawa (engl.)